# Tetragnatha rubriventris
Tetragnatha rubriventris är en spindelart som beskrevs av Carl Ludwig Doleschall 1857. Tetragnatha rubriventris ingår i släktet sträckkäkspindlar, och familjen käkspindlar. Inga underarter finns listade i Catalogue of Life.